# Бобрик (балка)
Бобрик (рос. б. Бобрик) — балка (річка) в Україні у Семенівському й Корюківському районах Чернігівської області. Права притока річки Убідь (басейн Десни).

## Опис
Довжина балки приблизно 9,00 км, найкоротша відстань між витоком і гирлом — 6,89  км, коефіцієнт звивистості річки — 1,31 . Формується декількома безіменними струмками та загатами.

## Розташування
Бере початок у селі Бобрик Другий. Тече переважно на південний захід через село Борок і на північно-західній околиці села Уріччя впадає у річку Убідь, праву притоку Десни.

## Цікаві факти
- На західній стороні від гирла балки на відстані приблизно 1,17 км пролягає автошлях Т 2512[2] (автомобільний шлях територіального значення у Чернігівській області. Пролягає територією Ріпкинського, Городнянського, Сновського, Корюківського та Семенівського районів через Ріпки — Городню — Сновськ — Корюківку — Холми — Семенівку. Загальна довжина — 147,5 км.).
- Пригирлова частина балки розміщена у заболоченій місцині[1].